# Konrad Radunski

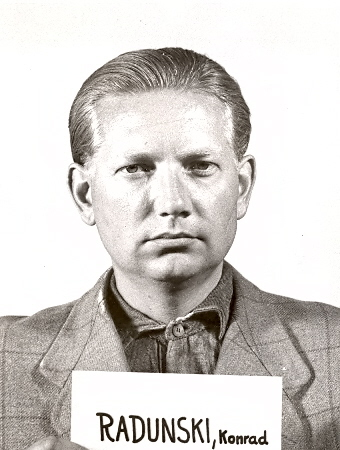
Konrad Radunski als Zeuge bei den Nürnberger Prozessen

Konrad Radunski (* 1. Juni 1907 in Heppens; † 18. Juni 1985) war ein deutscher Mediziner, SS-Führer und -Funktionär.

## Leben und Wirken
Radunski kam 1912 mit seinen Eltern nach China. 1913 begann er seine Schullaufbahn in Tsingtau. Von 1913 bis 1915 besuchte er eine Schule in Tientsin, dann bis 1919 eine Schule in Schanghai. Als die Deutschen in China nach dem Ende des Ersten Weltkriegs repatriiert wurden, ließ die Familie sich in Wilhelmshaven nieder, wo Radunski in einer Oberschule unterrichtet wurde, die er 1926 mit dem Abitur verließ.
Von 1926 bis 1932 absolvierte Radunski ein Studium der Medizin an den Universitäten Göttingen, Rostock, Marburg und Kiel. Zum 1. Mai 1932 trat er der NSDAP bei (Mitgliedsnummer 1.113.971). Anschließend arbeitete er bis 1935 als Laborant an verschiedenen Kliniken in Kiel. 1935 wurde Radunski aufgrund seines Hintergrundes als Auslandsdeutscher in den Volksbund für das Deutschtum im Ausland (VDA) nach Berlin geholt. Von dort wurde er zur Verwaltungsausbildung in das SD-Hauptamt abgeordnet, wo er für die mit Siedlungsfragen befasste Volksdeutsche Mittelstelle (Vomi), in den Abteilungen I und II (Personal und Organisation) des SD-Hauptamtes tätig war. In der SS wurde er mit Eintrittsdatum vom 1. November 1935 als Mitglied geführt (SS-Nummer 272.541), dem Sicherheitsdienst des Reichsführers SS (SD) zugeteilt und wurde schließlich SS-Obersturmbannführer.
Vom Herbst 1938 bis zum Ausbruch des Zweiten Weltkriegs war Radunski als Verbindungsführer bei der Auslandsorganisation der NSDAP.
Kurz nach dem Ausbruch des Zweiten Weltkriegs wurde Radunski zum Umsiedlungskommando der Volksdeutschen Mittelstelle notverpflichtet, womit er automatisch Mitglied der Waffen-SS wurde. Beim Umsiedlungskommando gehörte er als Stabsführer von Dr. Schmidt, dem Bevollmächtigten der Vomi für die Umsiedlung der Volksdeutschen in Stanislau in Galizien, einem der fünf Einzelkommandos an, die im Einvernehmen mit den Sowjets die „Volksdeutschen“ im sowjetisch besetzten Gebiet Polens ins deutsche Gebiet überführen sollten. 1940 nahm Radunski an Verhandlungen für ähnliche Umsiedlungsaktionen in Lettland und Estland teil, die eine deutsche Delegation in Moskau und Riga führte, und deren Durchführung er anschließend bis ins Frühjahr 1941 selbst leitete. Eine wichtige Rolle spielte er zu dieser Zeit insbesondere bei der Eingliederung der umgesiedelten „Volksdeutschen“ in die deutsche Kriegswirtschaft.
Im März 1941 wechselte Radunski zum SS-Ersatz-Bataillon-Nord in Goslar. Beim deutschen Überfall auf die Sowjetunion wurde er zur Leibstandarte SS Adolf Hitler versetzt, mit der er als Führer einer Maschinengewehrkompanie bis November 1941 an der Ostfront kämpfte. Zum Jahresende 1941 wurde Radunski dann zur Volksdeutschen Mittelstelle zurückkommandiert. Am 20. April 1942 wurde er Personalchef der Vomi, 1943 zusätzlich Personalchef der V.D.A. Diese beiden Dienststellen behielt er bis zum Kriegsende 1945 bei.
Bei Kriegsende geriet Radunski in britische Kriegsgefangenschaft. Er nahm in der Folgezeit unter anderem als Zeuge an den Nürnberger Prozessen teil. Nach seiner Freilassung ließ er sich in Neuendorf/Steinburg nieder, wo er kurzzeitig Ortsvorsteher war. Später arbeitete er beim Bundesjugendsozialwerk in Frankfurt und Stuttgart. Anschließend war er bei der bei AEG-Telefunken in der Abteilung Raumfahrt und Satellitentechnik in Backnang beschäftigt. Mit seinen vier Kindern und seiner Frau Luise, geb. Kirch, wohnte er dann in Oppenweiler, Kreis Backnang (später Rems-Murr-Kreis).